# Traité de Bruxelles (1972)
Pour les articles homonymes, voir Traité de Bruxelles.
- Nouveaux membres de la Communauté (Irlande, Royaume-Uni et Danemark) ;
- Les 6 anciens membres de la Communauté européenne ;
- Échec de la tentative d'adhésion (Norvège).

Le traité de Bruxelles ou traité d'adhésion de 1972 (nom officiel ci-dessous), signé le 22 janvier 1972 et entré en vigueur le 1er janvier 1973, concernant l'adhésion du Danemark, de l'Irlande, de la Norvège et du Royaume-Uni lors du premier élargissement de la Communauté économique européenne.

## Nom officiel
Le nom officiel du traité d'adhésion est (en français) :

« Traité entre le Royaume de Belgique, la République fédérale d'Allemagne, la République française, la République italienne, le Grand-Duché de Luxembourg, le Royaume des Pays-Bas, (États membres des Communautés européennes), le Royaume de Danemark, l'Irlande, le Royaume de Norvège, le Royaume-Uni de Grande-Bretagne et d'Irlande du Nord, relatif à l'adhésion à la Communauté économique européenne et à la Communauté européenne de l'énergie atomique du Royaume de Danemark, de l'Irlande, du Royaume de Norvège et du Royaume-Uni de Grande-Bretagne et d'Irlande du Nord. »

## Histoire
Pour adhérer à la CEE, ces pays ont dû réunir deux critères : appartenir au continent européen et obtenir l’accord de tous les pays membres. La France retarde le processus en raison de l'aversion de Charles de Gaulle pour le Royaume-Uni qu'il considère trop proche des États-Unis. L'instauration du marché commun et le rapprochement des politiques économiques des États européens sont perçus avec intérêt dans le contexte de Guerre froide plus à l'est. Le Royaume-Uni est affaibli sur le plan international, à l'inverse de la CEE qui monte ; l'Irlande demeure économiquement dépendante du Royaume-Uni, qui représente près de 75 % de ses exportations et souhaite s'en émanciper. Les quatre pays sont déjà liés économiquement au sein de l'AELE. Après le changement de position de la France à la suite de la convention de la Haye de 1969, l'adhésion est rendue possible et prévue en plusieurs étapes afin de faire converger politiquement les deux groupes de pays.
Après une longue période de tractations, l’adhésion est ratifiée par les parlements nationaux sauf en France en avril 1972, où elle s’effectue par référendum sur l'élargissement de la CEE avec 68 % de réponses favorables. Entre mai et octobre 1972, la ratification du traité est votée en Irlande avec 83 % des voix, au Royaume-Uni par la chambre des communes et des Lords et au Danemark avec 63,5 % des voix. Le référendum de la Norvège constitue un échec, le non l'emporte par 53,5 %, le Premier ministre Trygve Bratteli démissionne à la suite de la défaite de son gouvernement. C'était la deuxième tentative de la Norvège de devenir membre, après avoir été rejetée par la France en 1962 et à nouveau temporairement en 1967, mais la première tentative d'un référendum à la suite d'une négociation aboutie.
Les trois autres États consultent également leurs citoyens  :
- L'Irlande réalise un référendum le 10 mai 1972, le oui l'emporte par 81,3 %.
- Le Danemark réalise un référendum le 2 octobre 1972, le oui l'emporte par 63,3 % ; la Constitution danoise prévoit en effet de soumettre à l'opinion publique tout changement pouvant entrainer une modification de la souveraineté du pays[3].
- Le Royaume-Uni réalise un référendum le 5 juin 1975, le oui l'emporte par 67,23 % ; ce scrutin se tient après la ratification et la mise en application de l'adhésion britannique et les élections générales britanniques d'octobre 1974, le gouvernement du Parti travailliste d'Harold Wilson tient une de ses promesses de campagne, ce qui permet de confirmer l'adhésion ratifiée par le gouvernement précédent[4].

## Compléments